# Trustkantoor
Een trustkantoor, ook wel aangeduid met de Engelse term Corporate Service Provider is een kantoor dat zich bezighoudt met het beheren van vennootschappen. In de meeste gevallen treedt het kantoor of werknemers hiervan op als directeur.
Trustkantoren dienen niet verward te worden met trusts. Een trust is, afhankelijk van de context, een Angelsaksische rechtsfiguur of een monopolist. Een trustkantoor kan bij beiden uiteraard betrokken zijn, maar heeft hier verder qua betekenis niets mee te maken.

## Inschakelen trustkantoren
Vennootschappen zijn een erg handig juridisch vehikel om een bedrijf te voeren. Het kan praktische redenen hebben (professionaliteit, organisatie), maar ook juridische redenen (afschermen van aansprakelijkheid) en fiscale redenen (lager tarief, gebruik faciliteiten, uitstellen van heffing) kunnen (kapitaal)vennootschappen zeer aantrekkelijk maken. Nadeel is echter de vele regels die hier aan vast zitten. Naast extra boekhoudeisen moeten bepaalde organen worden ingesteld, die ook ieder jaar moeten vergaderen, en die geacht worden besluiten te nemen. Daarnaast moeten jaarrekeningen worden opgesteld en gedeponeerd.
Daarnaast is het meestal ook gewenst dat het trustkantoor directeur wordt. Dit heeft verschillende redenen. Het kantoor kan enige grip hebben op de werkzaamheden. Daarnaast wordt het bevoegd tot alledaagse handelingen die nu eenmaal moeten gebeuren en waar de klant nu juist het kantoor voor heeft ingeschakeld. Ook eisen veel jurisdicties "substance over form". Dit betekent met name voor vennootschappen die om fiscale redenen in een bepaald land gevestigd zijn, zij enige "substance" (inhoud) in dat land moeten hebben, anders wordt de aanwezigheid daar niet erkend. Het trustkantoor zorgt met haar directeurschap voor deze substance. Meer substance kan eventueel worden verleend door het aan de vennootschap verhuren van kantoorruimte, een naamplaatje op de deur, het openen van een eigen telefoonnummer, en een werknemer van het trustkantoor als werknemer op de loonlijst van de vennootschap zetten.

## Werkzaamheden en werknemersbestand
Trustkantoren houden zich bezig met het beheer van vennootschappen. Hiervoor verwerken ze onder andere besluiten van de klant in officiële vennootschappelijke besluiten, verzorgen ze ieder jaar de verplichte vennootschapshandelingen, treden ze in dienst als directeur, en stellen ze de jaarrekening op. De volgende diensten worden meestal onderscheiden en aangeboden aan klantvennootschappen:
- Domiciliëring, het aanbieden van een geregistreerd adres voor vennootschappen;
- Boekhouddiensten, het bijhouden van de boekhouding en opstellen van de jaarrekening;
- Het aanbieden van natuurlijke- of rechtspersonen als directeur van de vennootschap;
- Secretariële dienstverlening;
- Eenvoudige fiscale dienstverlening zoals het verzorgen van de belasting of BTW-aangifte (maar vrijwel nooit belastingadvies);
- Het opstellen van rapporten voor de toezichthoudende autoriteiten of de belastingen;
- Het bijhouden van effectenregisters wanneer de vennootschap geregistreerde effecten uitgeeft;
- Salarisadministratie;
- Het verschaffen van extra 'substance' door een werknemer op de loonlijst van de klantvennootschap te zetten, een naamplaatje aan te brengen, of kantoorruimte te verhuren met aparte telefoon- en faxaansluiting ('substance office');
- Soms het vervullen van facilitaire rollen in een gestructureerde transactie, zoals trustee, data trustee, process agent, etc.

Verreweg de meeste beheerde vennootschappen zijn holdingmaatschappijen, opgezet voor het fiscaal zo aantrekkelijk mogelijk leiden van kasstromen. Sommige kantoren houden zich ook bezig met SPV's: vennootschappen die slechts voor één (gecompliceerde en gestructureerde) transactie zijn opgericht (structured finance). Een andere grote groep wordt gevormd door 'family offices': familieholdings, die (vaak eveneens om fiscale redenen) zijn opgezet voor vermogende individuen (high net-wealth individuals). Daarnaast bedienen trustkantoren soms ook vrije beroepsbeoefenaars, die hun beroep om aansprakelijkheidsbeperkende of fiscale redenen vanuit een kapitaalvennootschap uitoefenen. Andere vennootschappen dienen voor het houden van intellectuele eigendomsrechten of het ontvangen van bijbehorende royalty's, of het beheer van maritieme vennootschappen die zeeschepen in eigendom hebben. Een en ander is afhankelijk van wat de (belasting)wetgeving van het betreffende land faciliteert. Het klantenbestand bestaat dus vaak uit rijke buitenlandse individuen of buitenlandse ondernemingen.
Onder de werknemers van trustkantoren vindt men voornamelijk juristen en accountants. Ondersteunend personeel bestaat voornamelijk uit secretaressen. Grotere kantoren hebben een eigen Human Resources en een eigen IT-afdeling met bijbehorend personeel. Opmerkelijk is dat veel trustkantoren een grote verscheidenheid aan nationaliteiten in dienst hebben, dit waarschijnlijk vanwege het internationale klantenbestand. De voertaal binnen de meeste trustkantoren is dan ook Engels. Grotere trustkantoren hebben daarbij vaak vestigingen in meerdere landen.

## Verstrengeling met andere beroepsgroepen
Trustactiviteiten werden vaak niet zelfstandig ondernomen. Vaak werden deze als nevenactiviteiten door banken, advocaten, asset managers, accountants of belastingadviseurs uitgevoerd. Nog steeds zijn er in veel (met name Anglosaksische) landen advocaten(kantoren) die trustwerkzaamheden aanbieden, eventueel in samenwerking met een accountant. Klassiek is het beeld van een advocaat die in zijn hemdsmouwen in een kantoor op een zonnig eiland zit, met achter zich tientallen brievenbussen voor de aldaar gevestigde vennootschappen.
Dit wordt echter meer en meer als belangenverstrengeling gezien aangezien men zowel in de rol van klant als die van dienstverlener treedt. Om deze reden hebben veel banken en advocatenkantoren hun trustactiviteiten verzelfstandigd. Een voorbeeld van een dergelijke belangenverstrengeling was het optreden van advocaten als directeur in enige Parmalatvennootschappen.

## Aansprakelijkheid
Trustkantoren zijn niet zoals advocaten gebonden aan een ethische code, en kennen geen beroepsvereniging of -opleiding. Dit maakt de controle hierop vaak lastiger dan bij advocaten en notarissen. Voor het kantoor is de bestuurders-aansprakelijkheid een heikel punt. Al zetten ze slechts hun handtekening onder vooropgestelde documenten, toch zijn ze bestuurder, hebben ze formele bevoegdheid en zijn ze dus aansprakelijk als het misgaat. In het Parmalat-schandaal hebben gedupeerde obligatiehouders onderzocht of ze Nederlandse trustkantoren van Parmalatdochters aansprakelijk konden stellen.
Belangrijk is daarom dat trustkantoren en werknemers die als directeur optreden hierin een eigen visie hanteren, en handelingen die de vennootschap of derden onredelijk benadelen weigeren. Ook kunnen ze zich tegen aansprakelijkheid verzekeren. Wanneer directeuren of het trustkantoor klakkeloos alle besluiten zonder nadere toetsing uitvoert spreekt men ook wel van een 'rubber stamp company'. Hoewel dit soms in verband met hoge beloningen verleidelijk kan zijn, is het in verband met eventuele aansprakelijkheid eveneens zeer riskant.
Tegen aansprakelijkheid kan men zich verzekeren.

## Wetgeving
Sinds 1 maart 2004 staan trustkantoren via de Wet toezicht trustkantoren (Wtt) en het overdrachtsbesluit onder toezicht van De Nederlandsche Bank. De Wtt is in het leven geroepen "ter bevordering van de integriteit van het financiële stelsel". Het toezicht op trustkantoren ziet daarom voornamelijk op de integriteit van het trustkantoor en haar cliënten.
Behalve aan de Wet toezicht trustkantoren zijn trustkantoren ook gebonden aan de Wet ter voorkoming van witwassen en financieren van terrorisme (Wwft) en de Sanctiewet 1977. Deze twee wetten zorgen ervoor dat, in het kader van integriteittoezicht, trustkantoren geen zaken doen met natuurlijke- en of rechtspersonen waarvan aan de integriteit kan worden getwijfeld. 
Buiten Nederland valt de trustsector veelal eveneens onder soortgelijke wetgeving en toezicht.

## Kritiek
Journalisten van het International Consortium of Investigative Journalists (ICIJ) brachten begin april 2013 naar buiten dat ze via een lek de beschikking hadden gekregen over de databestanden van twee internationaal opererende trustkantoren. Dit lek was, wat de grootte van de bestanden betreft, vele malen groter dan cablegate op wikileaks in 2010. Dit ICIJ-project, met de naam "Secrecy for sale: inside the global offshore money maze", bracht een schat aan informatie naar buiten over grootschalige belastingontwijking in een hele serie landen. Dit terugbrengen van de belastingdruk staat politiek steeds meer bloot aan kritiek, met name in tijden waarin kleinere ondernemers en werknemers financieel een flinke veer moeten laten.
Een ander veelgehoord punt van kritiek is dat trustkantoren dubieuze klanten zouden accepteren en zo een instrument zouden zijn in de handen van fraudeplegers. Met het hedendaags verscherpt toezicht dienen trustkantoren echter zelf procedures in plaats te hebben voor het screenen van klanten. Trustkantoren zijn hier zelf ook vaak attent op, aangezien niet slechts zijzelf maar ook werknemers die als directeur in de vennootschappen optreden aansprakelijk kunnen worden gesteld voor fraude en eventuele schade.
Belangenverstrengeling is een ander punt van kritiek, namelijk tussen de belangen van de vennootschap en die van de dienstverlener die tevens als directeur optreedt. Overigens is dit enigszins beperkt daar aandeelhouders directeuren kunnen ontslaan en vennootschapsrechtelijk directeuren dienen terug te treden bij tegenstrijdig belang.
In augustus 2021 werd door minister van Financiën Wopke Hoekstra zelfs gezinspeeld op een algemeen verbod op trustdiensten. Direct kwam hij daar echter op terug en gaf aan dat een algeheel verbod nog niet aan de orde is.